# Магматизм
Магмати́зм — сукупність процесів виплавлення магми, її еволюції, переміщення, взаємодії з твердими породами і застигання.

## Загальний опис
Магматизм — один з найважливіших виявів глибинної активності Землі та планет земної групи. З Магматизмом пов'язане утворення різноманітних родовищ корисних копалин.
Магматизм — процеси, що пов'язані з утворенням та рухом у земній корі магми і народженням із неї магматичних порід. Магма — природний, насичений газами, вогняно-рідинний розплав, що утворюється у верхній мантії (астеносфері) або у літосфері. Склад магми неоднорідний і залежить від порід, що розплавилися. Магматизм буває інтрузивним і ефузивним. У випадку інтрузивного магматизму магма не досягає земної поверхні, а застигає у тріщинах, порожнинах або розплавлених нею ділянках земної кори, утворюючи глибинні магматичні тіла, або інтрузії. У випадку ефузивного магматизму магма виливається на земну поверхню і застигає, формуючи ефузивні покрови.
Магматизм розвивається на тих ділянках літосфери, де порушується термодинамічна рівновага (між температурним режимом та тиском), яка встановилася в процесі тривалого геологічного розвитку. Порушення рівноваги може бути викликане дією на гірські породи глибинних теплових потоків, фізико-хімічних процесів, радіоактивного розпаду речовини. Процеси магматизму відіграють велику роль у формуванні земної кори, утворенні родовищ корисних копалин та ін. Близько 90 % об'єму всієї земної кори складають породи магматичного походження.
Інтрузивний магматизм. Областю його прояву є верхня мантія і земна кора. Сутність процесу полягає у народженні магми, її міграції та утворенні інтрузивних (глибинних) магматичних тіл. За місцем утворення магму поділяють на мантійну і корову. Походження мантійної магми пов'язують з астеносферою, де відбувається плавління підкорових порід і виплавління із них розплаву, що за своїм складом відповідає основним та ультраосновним породам — базальтам, перидотитам (базальтова магма). Корова магма утворюється на глибинах до 30 км в процесі переплавлення осадових, метаморфічних та кислих магматичних порід. За складом корові магми відповідають кислим породам — гранітам (гранітна магма).
Величезні підземні резервуари, що заповнені вогняно-рідинним розплавом — магмою, мають назву магматичних вогнищ. Вони бувають первинними і вторинними. Первинним магматичним вогнищем вважається місце зародження магми, а вторинним — ділянка земної кори, куди магма перемістилася в процесі міграції. Під час геофізичних досліджень, які були проведені у районах вулканічної діяльності, первинні вогнища було виявлено на глибинах 60–200 км, а вторинні — на 5–7 км. Так, у межах Камчатської та Курильської вулканічних зон глибина залягання первинних магматичних вогнищ — 60–100 км, а під вулканом Везувій вторинне вогнище, що його живить, розташоване на глибині лише 6 км.
Магматичні осередки можуть існувати безмежно довго, ніяк не впливаючи на поверхню Землі у разі, якщо земна кора не зазнає тектонічних рухів. Рухи земної кори створюють у породах тріщини (канали), по яких розплав переміщується у верхні зони літосфери. В процесі руху магма розподіляється на дві фази: розплав і гази. Основну частину системи складає розплав, а на гази припадає від 1,5 до 12 % об'єму магми.

## Класифікація
Зі зміною геодинаміки змінюється тип магматизму, який, в залежності від геологічної історії і приналежності до тієї або іншої структури земної кори, поділяється на геосинклінальний, орогенний, платформний і областей тектоно-магматичної активізації.
За глибиною виявлення (застигання магми) розрізнюють Магматизм абісальний, гіпабісальний, субвулканічний, поверхневий (вулканізм), а за складом — ультраосновний, основний, середній, кислий і лужний.
За речовинним складом виділяють також океанічний і континентальний Магматизм.

## Магматизм у концепціїтектоніки плит
Згідно з концепціями «нової глобальної тектоніки» (тектоніки плит) Магматизм виявляється в основному в зонах взаємодії літосферних плит, в зонах їх розсування (рифтах) і в зонах висхідних теплових потоків (гарячих точках). Найбільшою інтенсивністю вияву Магматизму і його речовинною різноманітністю характеризуються активні континентальні околиці (зони переходу континент-океан) і острівні дуги, де океанічна кора шляхом магматичних процесів перетворюється на континентальну. У сучасну геологічну епоху магматизм розвинений в межах Тихоокеанського вулканічного кільця, серединно-океанічних хребтів, рифтових зон Африки і Середземномор'я та ін.

## Фаза магматичної діяльності
У геології — відносно чітко виражений інтервал геологічного часу, який є частиною етапу (стадії) тектоно-магматичного циклу і характеризується певною тектонічною обстановкою, протягом якого формуються окремі магматичні (інтрузивні або ефузивні) комплекси.

## Фаза магмато-пневматолітична
У мінералогії — стадія магматичного процесу, при якій у рівновазі знаходяться тверді кристали, магматичний розплав і газуваті продукти.

## Постмагматичні процеси
Це геологічні процеси, що розвиваються навколо інтрузиву у період і після охолодження та кристалізації магми. У постмагматичних процесах велику роль відіграють суміші гарячих газів та гідротермальних розчинів, які мають назву флюїдів. Розпечені флюїди, що відділяються від магми по порах і тріщинах вміщуючих порід, проникають у холодніші породи.
За подальшого значного зменшення зовнішнього тиску газово-рідинні розплави можуть відокремлюватися від інтрузії і формувати у тріщинах бокових порід мінеральні утворення, що мають назву пневматолітів. Ці розплави багаті на хлор, фтор, бром і фосфор, що робить їх дуже легкими і рухливими. Вони можуть виникати на глибині 3–6 км за температури 400—600 °С.
Постмагматичні процеси відіграють велику роль в утворенні рудних родовищ корисних копалин (в Україні — родовища на Донбасі, у Карпатах, Криму, Дніпровсько-Донецькій западині, на Українському щиті та ін.).

### Гідротермальна фаза
Еволюційний розвиток магматичного вогнища закінчується гідротермальною фазою, що характеризується температурами нижче критичної точки води (374 °С) і відносно незначним тиском. Мінерали при цьому утворюються з гарячих висхідних розчинів, що відокремлюються від магми. Потрапивши у середовище нижчих температур і тисків, вони, поступово охолоджуючись, циркулюють у тріщинуватих зонах порід у вигляді перегрітих розчинів — гідротерм. На ділянках зміни тисків, температур, концентрацій, що мають назву геохімічних бар'єрів, різні мінеральні речовини випадають із гідротермальних розчинів у вигляді мінеральних солей. Розкристалізовуючись, вони утворюють різноманітні гідротермальні мінерали.
Гідротермальні флюїди не лише утворюють самостійні мінерали, але і змінюють хімічно активні гірські породи. Так, проникаючи у карбонатні породи (вапняки і доломіти), вони заміщують карбонатні сполуки силікатами кальцію, магнію, заліза, алюмінію й одночасно відкладають у них рудні мінерали. В результаті утворюються якісно нові породи — скарни. Цей процес має назву метасоматоз.